# 拉巴尔德 (吉伦特省)
拉巴尔德（法語：Labarde，法語發音：[labaʁd]）是法国吉伦特省的一个市镇，属于莱斯帕尔梅多克区。

## 地理
拉巴尔德（45°1'19"N, 0°38'20"W）面积4.76 平方千米，位于法国新阿基坦大区吉倫特省，该省份为法国西南部沿海省份，是法國本土面积最大的省，北起滨海夏朗德省，西临大西洋，南至朗德省，东南接洛特-加龍省，东临多爾多涅省。
与拉巴尔德接壤的市镇（或旧市镇、城区）包括：阿尔萨克、马科、马尔戈-康特纳克。

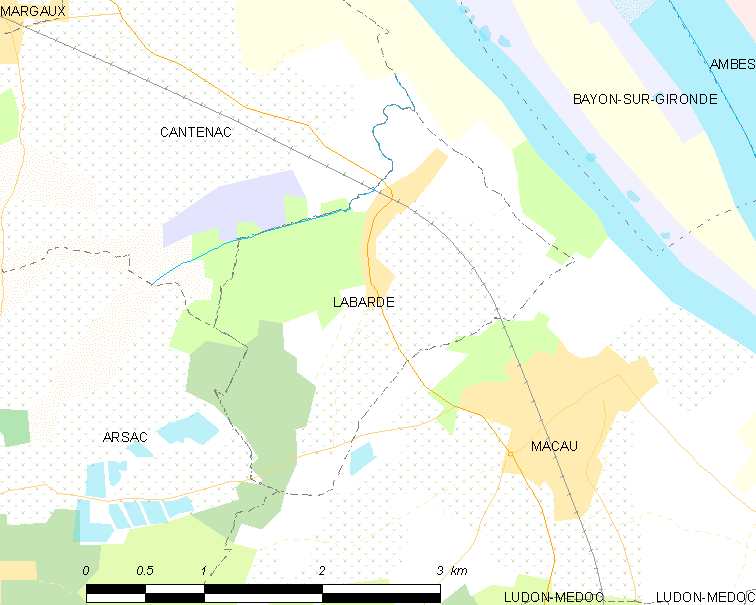
的OSM定位图

拉巴尔德的时区为UTC+01:00、UTC+02:00（夏令时）。

## 行政
拉巴尔德的邮政编码为33460，INSEE市镇编码为33211。

## 政治
拉巴尔德所属的省级选区为南梅多克县。

## 人口

1962-2008年间人口变化图示

拉巴尔德于2022年1月1日时的人口数量为616人。